# Huta Padniewska
Huta Padniewska – wieś w Polsce położona w województwie kujawsko-pomorskim, w powiecie mogileńskim, w gminie Mogilno. Miejscowość wchodzi w skład sołectwa Padniewo.

## Historia
Na terenie wsi znajduje się stanowisko archeologiczne – fragmenty osady wczesnośredniowiecznej. Pierwsze pisane wzmianki o miejscowości pochodzą z 1730 roku. W księgach kościelnych fary mogileńskiej wymienia się Hutę Padniewską jako miejsce, gdzie osiedlała się ludność żydowska, której zakazano osiedlania się w Mogilnie.

## Podział administracyjny
W latach 1975–1998 miejscowość administracyjnie należała do województwa bydgoskiego.

## Demografia
Według Narodowego Spisu Powszechnego (III 2011 r.) liczyła 20 mieszkańców. Jest 52. co do wielkości miejscowością gminy Mogilno.

## Eksploatacja kopalin
W okolicy eksploatowane są złoża żwiru i piasku.

## Likwidacja sołectwa
Podczas wyborów sołtysów i członków rad sołeckich w 2007 roku mieszkańcy Huty Padniewskiej i Przyjmy odmówili dokonania wyboru sołtysa i wystąpili do burmistrza Mogilna z wnioskiem o likwidację sołectwa. 27 czerwca 2007 Rada Gminy Mogilno przychyliła się do tego wniosku. Hutę Padniewską przyłączono do sołectwa Padniewo, natomiast Przyjmę do sołectwa Palędzie Dolne